# Matteo Marsaglia
Matteo Marsaglia (Rome, 5 oktober 1985) is een Italiaanse alpineskiër.

## Carrière
Bij zijn wereldbekerdebuut, in februari 2008 in Val-d'Isère, scoorde Marsaglia direct wereldbekerpunten. In januari 2011 behaalde hij in Kitzbühel zijn eerste toptienklassering in een wereldbekerwedstrijd. Op 1 december 2012 boekte de Italiaan in Beaver Creek zijn eerste wereldbekerzege.
Op de wereldkampioenschappen alpineskiën 2011 in Garmisch-Partenkirchen eindigde Marsaglia als vijftiende op de Super G.

## Resultaten

### Olympische Spelen
| Jaar | Plaats      | Resultaten  |
| ---- | ----------- | ----------- |
| 2018 | Pyeongchang | 20e Super G |

### Wereldkampioenschappen
| Jaar | Plaats                 | Resultaten                              |
| ---- | ---------------------- | --------------------------------------- |
| 2011 | Garmisch-Partenkirchen | 15e Super G                             |
| 2013 | Schladming             | 11e Super G 28e Supercombinatie         |
| 2015 | Vail/Beaver Creek      | 14e Super G 28e Afdaling 32e Combinatie |
| 2019 | Åre                    | 13e Afdaling 43e Super G                |

### Wereldbeker

#### Eindklasseringen
| Seizoen   | Algm | AD  | RS  | SG     | SC  |
| --------- | ---- | --- | --- | ------ | --- |
| 2007/2008 | 126e | –   | –   | –      | 42e |
| 2010/2011 | 63e  | 35e | –   | 40e    | 16e |
| 2011/2012 | 46e  | 45e | –   | 16e    | 14e |
| 2012/2013 | 17e  | 51e | –   | Zilver | –   |
| 2013/2014 | 83e  | 51e | 40e | 30e    | –   |
| 2014/2015 | 53e  | 49e | -   | 17e    | 29e |
| 2015/2016 | 83e  | 30e | -   | 36e    | -   |
| 2017/2018 | 126e | 43e | -   | -      | -   |
| 2018/2019 | 75e  | 28e | -   | 30e    | -   |
| 2019/2020 | 90e  | 34e | -   | 41e    | -   |

#### Wereldbekerzeges
| Datum           | Plaats       | Onderdeel |
| --------------- | ------------ | --------- |
| 1 december 2012 | Beaver Creek | Super G   |